# Tchiki Boum
Pour les articles homonymes, voir Boum.
Singles de Niagara
L'Amour à la plage
(1986)
Clip vidéo
[vidéo] « Niagara - Tchiki Boum », sur YouTube
Tchiki Boum est une chanson française du groupe Niagara, leur premier single de 1985, un des plus importants succès des années 1980 et de leur carrière, intégré à leur album Encore un dernier baiser de 1986,

## Histoire
Le couple Muriel Laporte et Daniel Chenevez (du groupe Niagara) écrit et compose cette chanson d'amour avec son saxophoniste Daniel Paboeuf, inspiré de synthpop et de rythmes exotiques torrides et langoureux de musique tropicale « Une rumba contre toi, je sais bien que ça te fait chaud et froid, un baiser électrique, tu verras enivre-moi c'est magique, mais de toi je ferai ce que je voudrais... ».
Le single est enregistré au Studio Meredith de Saint-Nom-la-Bretèche en Île-de-France, avec Muriel Moreno, accompagnée entre autres de Daniel Chenevez au synthétiseur, trompette, xylophone et maracas, José Tamarin à la guitare, Daniel Paboeuf au saxophone, et Étienne Daho comme choriste.
Ce tube de l'été 1985 a contribué au succès médiatique fulgurant du groupe français, en se hissant jusqu’à la 13e place du Top 50, restant classé durant près de six mois,,. L'album Encore un dernier baiser est certifié disque d'or.

## Reprises
Le titre est repris sur l'ultime compilation Flammes du groupe de 2002.

## Clip
Le clip est réalisé par Daniel Chenevez dans une ambiance de bar de nuit latino, exotique et tropical. 